# Liste der Biografien/Tl
Liste der Biografien |
Portal Biografien |
Personensuche
# |
A |
B |
C |
D |
E |
F |
G |
H |
I |
J |
K |
L |
M |
N |
O |
P |
Q |
R |
S |
T |
U |
V |
W |
X |
Y |
Z |
?
 
Ta |
Tc |
Te |
Tf |
Tg |
Th |
Ti |
Tj |
Tk |
Tl |
Tm |
To |
Tq |
Tr |
Ts |
Tu |
Tv |
Tw |
Tx |
Ty |
Tz
Die Liste der Biografien führt alle Personen auf, die in der deutschsprachigen Wikipedia einen Artikel haben. Dieses ist eine Teilliste mit 32 Einträgen von Personen, deren Namen mit den Buchstaben „Tl“ beginnt.

## Tl

### Tla
- Tlacaélel († 1487), Hauptarchitekt des Aztekischen Dreibunds und damit des Aztekenreiches im heutigen Mexiko
- Tlach, Peter (1924–2007), Schweizer Betriebswirt und Hochschullehrer
- Tlach, Walter (1913–2004), evangelischer Pfarrer und Studienleiter
- Tlacotzin, Juan Velázquez († 1526), Cihuacóatl und Tlatoani von Tenochtitlan
- Tladi, Dire (* 1975), südafrikanischer Jurist und Richter am Internationalen Gerichtshof
- Tlaib, Rashida (* 1976), US-amerikanische Politikerin (Demokratische Partei)Rashida Tlaib (* 1976)

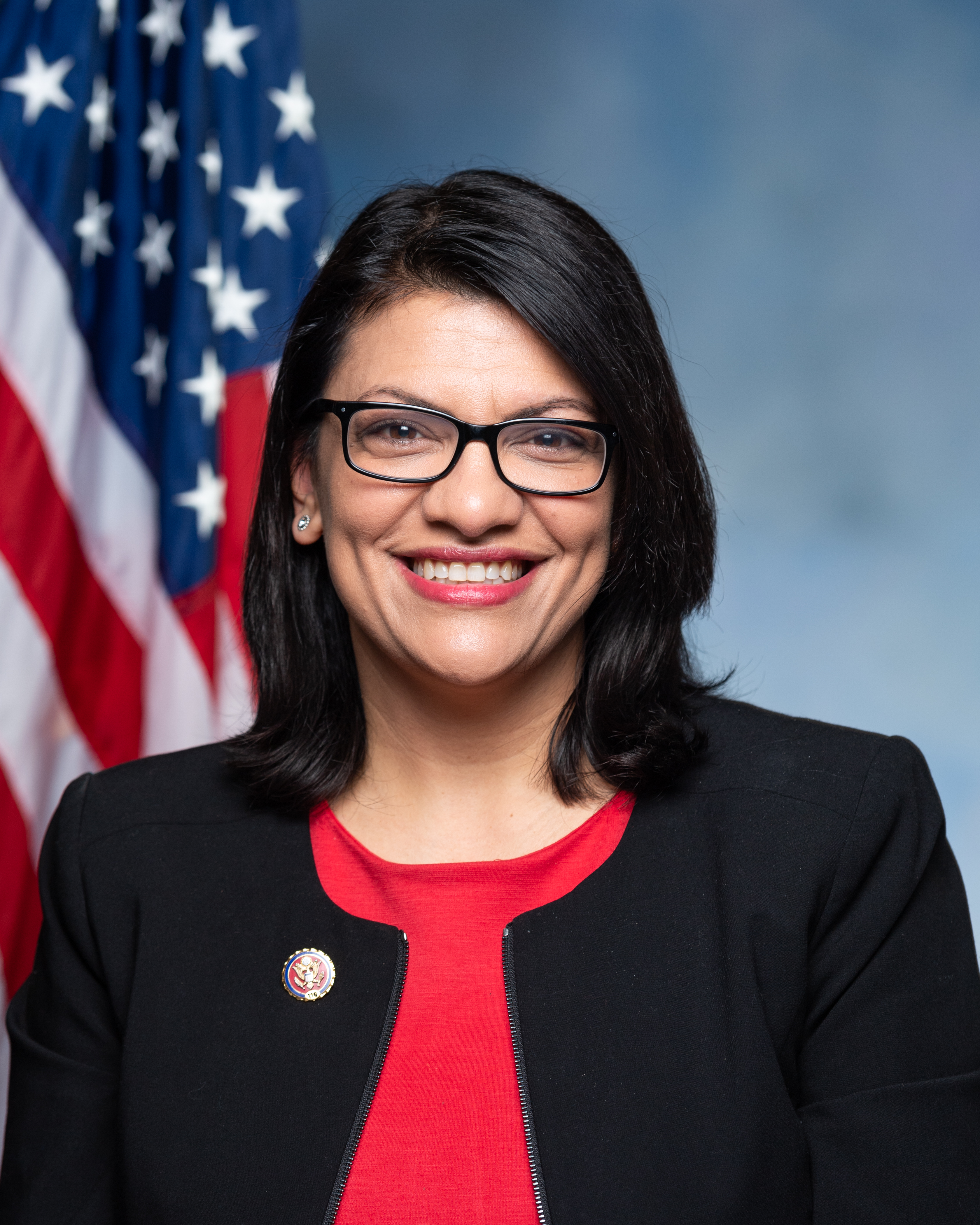
Rashida Tlaib (* 1976)

- Tlali, Miriam (1933–2017), südafrikanische Schriftstellerin
- Tlapa, Martin (* 1964), tschechischer Wirtschafts- und Außenpolitiker
- Tlas, Manaf (* 1964), syrischer Brigadegeneral
- Tlas, Mustafa (1932–2017), syrischer Politiker und Verteidigungsminister
- Tlatli, Moufida (1947–2021), tunesische Filmeditorin, Drehbuchautorin und Filmregisseurin sowie Kulturministerin

### Tle
- Tlemçani, Ziad (* 1963), tunesischer Fußballspieler
- Tlempolemos, griechischer Töpfer
- Tlepolemos, General und Politiker des Ptolemäerreichs
- Tlepolemos, ptolemäischer Beamter
- Tlepolemos, Offizier und Satrap Alexanders des Großen
- Tleson, attischer Töpfer des schwarzfigurigen Stils
- Tleson-Maler, attischer Vasenmaler des schwarzfigurigen Stils
- Tleubajew, Ruslan (* 1987), kasachischer Radrennfahrer
- Tlezeri, Chasret Aslanbetschewitsch (* 1958), sowjetischer Judoka

### Tlg
- Tlgadintsi (1860–1915), armenischer Schriftsteller und Lehrer

### Tlh
- Tlhagale, Buti Joseph (* 1947), südafrikanischer Ordensgeistlicher, Erzbischof von Johannesburg
- Tlhomola, John Joale (* 1966), lesothischer Ordensgeistlicher, Bischof von Mohale’s Hoek

### Tlo
- Tlou, Sheila, botswanische AIDS-Aktivistin
- Tloubatla, Hilda (* 1942), südafrikanische Sängerin

### Tlu
- Tluanghup Thang (* 1993), myanmarischer Fußballspieler
- Tłuczyński, Tomasz (* 1979), polnischer Handballspieler
- Tłuczyński, Zbigniew (* 1956), polnischer Handballspieler und Handballtrainer
- Tlustoš, Pavel (* 1955), tschechischer Agrikulturchemiker und Pflanzenernährer
- Tlusty, Ann-Kristin (* 1994), deutsche Soziologin, Kulturwissenschaftlerin, Autorin und JournalistinAnn-Kristin Tlusty (* 1994)

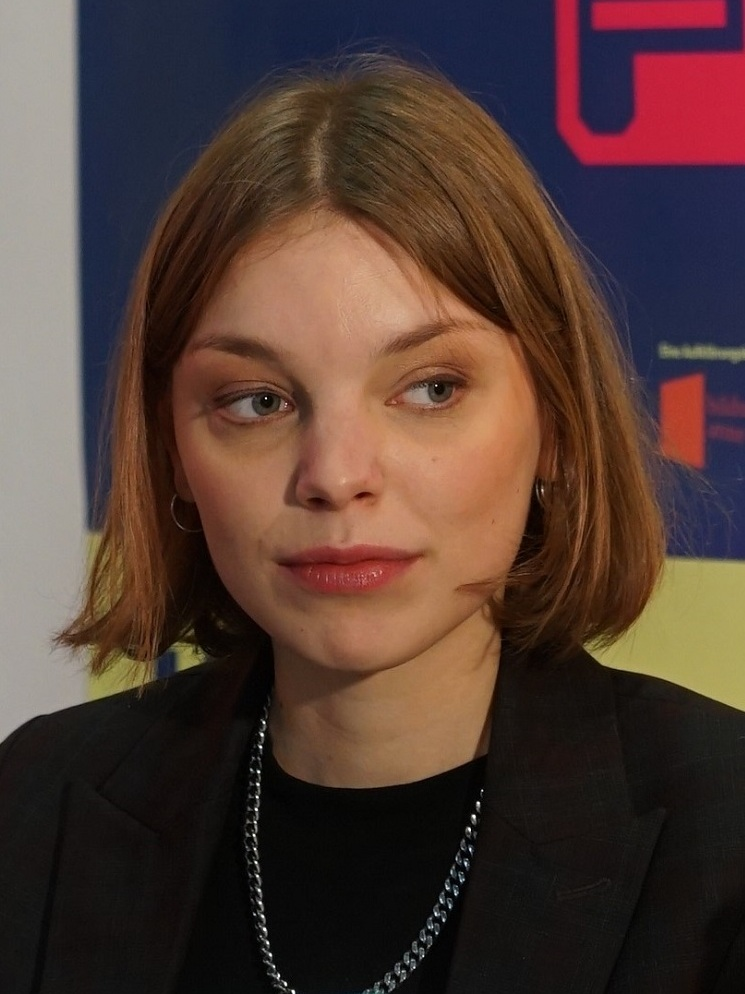
Ann-Kristin Tlusty (* 1994)

- Tlustý, Jiří (* 1988), tschechischer Eishockeyspieler
- Tlustý, Michal (* 1994), tschechischer Sprinter